# The Letter Writer
The Letter Writer (Brasil: palavras do coração  ) é um telefilme do gênero drama produzido nos Estados Unidos em 2011, dirigido por Christian Vuissa e com atuações de Aley Underwood e Bernie Diamond.

## Sinopse
Maggy (Aley Underwood) é uma adolescente rebelde que almeja pelo sucesso de sua banda de rock, ao passo que sua mãe não aprova a música. Quando ela recebe uma carta misteriosa pelo correio, de remetente desconhecido e um conteúdo que a encanta, ela passa a procurar o autor da carta. Sua surpresa é encontrá-lo em uma casa de repouso. Suas experiências a partir daí passam a mudar seu modo de ver a vida.

## Elenco
- Aley Underwood como Maggy Fuller
- Bernie Diamond como Sam Worthington
- Pam Eichner como Nancy Fuller
- Stella McComas como Stella
- Kylee Thurman como Kim
- James Gaisford como Jay
- Nicholas Neve como Michael
- Curt Doussett como Jason Fuller
- Tonia Freeman Doussett como Sr. Fuller
- Matthew Flynn Bellows como Professor
- Peggy Matheson como Diretora
- Brandon Luke Bringhurst como Baixista
- Nathaniel N8 Rollins como Baterista
- Micah Dahl Anderson como Fred
- Bob Walkingshaw como Carteiro
- Randall Malin como Carteiro
- Cathleen Mason como Recepcionista
- Angie Wilson Engemann como Enfermeira
- Rachel Caroline Edwards como Hannah / Dançarina
- Susan Phelan como Mulher na ponte
- Khaivien Thach como Servidor
- Marlys Miller-Fladeland
- Benjamin R. Fietkau como Membro do coro
- Brian T. Riddle como Membro do coro
- Carole Taylor como Membro do coro
- Terry Heyer como Membro do coro
- Cheryl Walters como Membro do coro
- Les Newren como Membro do coro
- Louise Brown Newren como Membro do coro
- Victoria Halloran como Dançarina
- Chandler Hall como Dançarina
- Ashley Conder como Dançarina
- Catie Schultz como Dançarina
- Leo Patrone como Membro da banda ao vivo de Fred
- Bret Meisenbach como Membro da banda ao vivo de Fred